# Medalha de Nossa Senhora das Lágrimas
A Medalha de Nossa Senhora das Lágrimas – também chamada de Medalha das Lágrimas de Maria – é uma devoção religiosa católica revelada nas várias aparições que a Irmã Amália de Jesus Flagelado (1901–1977) recebeu de Jesus Cristo e de Maria Santíssima em Campinas, no Brasil.

## História

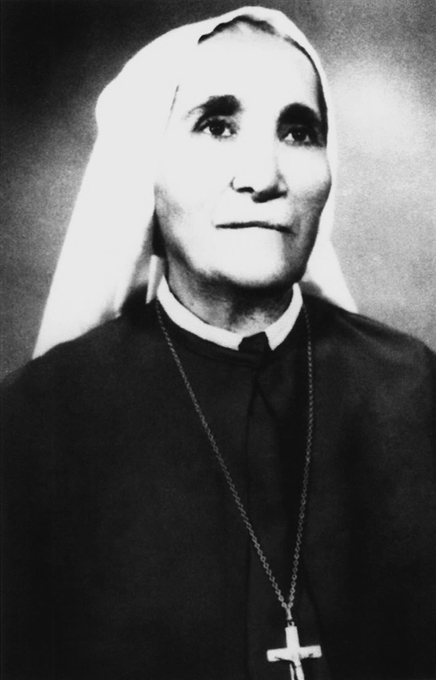
Irmã Amália de Jesus Flagelado foi a vidente a quem foi revelada a Medalha e as orações da Coroa de Nossa Senhora das Lágrimas.

Foi no Instituto das Missionárias de Jesus Crucificado, fundado por Dom Francisco de Campos Barreto, Bispo de Campinas, que viveu a Irmã Amália de Jesus Flagelado (pelo batismo, Amália Aguirre), a freira espanhola agraciada com o fenômeno dos sagrados estigmas de Nosso Senhor Jesus Cristo e com inúmeras aparições marianas. Esta religiosa fez parte das oito primeiras irmãs e foi cofundadora do Instituto, tendo feito os seus votos perpétuos no dia 8 de dezembro de 1931.
Na década de 1930, na capela da Avenida Benjamin Constant, n.º 1344 (esquina com a Rua Luzitana, n.º 1331), em Campinas, no Estado de São Paulo, no Brasil, a Virgem Maria e o Seu próprio filho, Jesus Manietado, terão aparecido várias vezes à Serva de Deus Irmã Amália de Jesus Flagelado, comunicando-lhe muitas mensagens com apelos de oração, de sacrifício e de penitência. A Santíssima Virgem Maria apresentou-se como Nossa Senhora das Lágrimas e ensinou-lhe as jaculatórias da Coroa (ou Rosário) das Lágrimas.

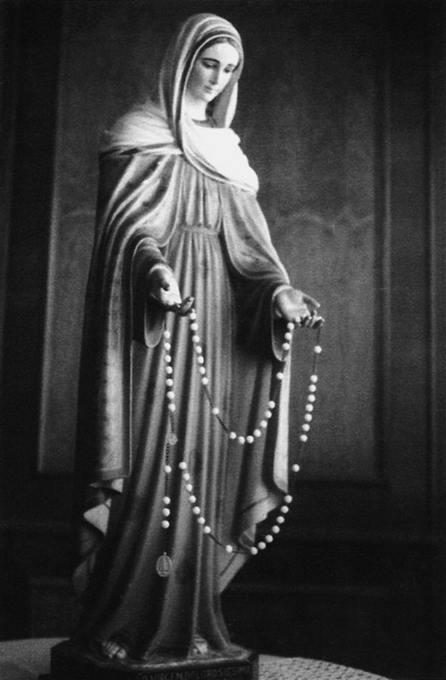
Estátua original de Nossa Senhora das Lágrimas em Campinas, no Brasil.

No dia 8 de abril de 1930, Nossa Senhora revelou também à Irmã Amália uma nova medalha milagrosa, a medalha da evocação às Suas lágrimas, e pediu-lhe que, conjuntamente com a Coroa (ou Rosário), a difundisse pelo mundo inteiro, pois através dessa mesma medalha dar-se-iam muitos prodígios, um grande número de conversões e muitas almas seriam salvas. Por ordem da Mãe de Deus, a medalha traz cunhada na frente a imagem de Nossa Senhora das Lágrimas entregando a Coroa (ou Rosário) das Lágrimas à Irmã Amália, exatamente como aconteceu na aparição de 8 de março de 1930, e com as palavras ao redor: '"Ó Virgem Dolorosíssima, as Vossas Lágrimas derrubaram o império infernal!"; no verso, a medalha traz cunhada a imagem de Jesus Manietado (ou seja, com as mãos amarradas durante a Sua Paixão) com as seguintes palavras: "Por Vossa Mansidão Divina, ó Jesus Manietado, salvai o mundo do erro que o ameaça!".
Embora a Irmã Amália de Jesus Flagelado, a partir do ano de 1932, tenha conseguido divulgar a Coroa e a Medalha das Lágrimas de Maria, e essa devoção até tenha chegado a alguns países estrangeiros, essa obra de salvação provinda da Mãe de Deus permaneceu várias décadas como bastante desconhecida. Mais tarde, e depois de dez anos de uma profunda investigação, de recolha de informação e de testemunhos pessoais, Renato Carrasquinho recompilou os escritos e as mensagens originais ditadas pelo Céu à Irmã Amália de Jesus Flagelado, e ainda reconstituiu biograficamente a vida da religiosa missionária com pleno rigor. Em 2017, para assinalar o centenário das aparições marianas de Fátima, em Portugal, as quais antecederam as aparições de Campinas, no Brasil, e ainda como resposta efetiva aos apelos da Virgem Maria, o autor fundou, com representação mundial, o Apostolado Internacional de Nossa Senhora das Lágrimas.